# تشارلز براون (موسيقي)
تشارلز براون (بالإنجليزية: Charles Brown)‏ هو موسيقي وعازف بيانو أمريكي، ولد في 13 سبتمبر 1922 في تكساس سيتي في الولايات المتحدة، وتوفي في 21 يناير 1999 في كاليفورنيا في الولايات المتحدة.

## وصلات خارجية
- تشارلز براون على موقع الموسوعة البريطانية (الإنجليزية)
- تشارلز براون على موقع ميوزك برينز (الإنجليزية)
- تشارلز براون على موقع إن إن دي بي (الإنجليزية)
- تشارلز براون على موقع أول ميوزيك (الإنجليزية)
- تشارلز براون على موقع ديسكوغز (الإنجليزية)